# PlayStation Broadband Navigator
PlayStation Broadband Navigator (conocido como BB Navigator y PSBBN ) fue un sistema operativo basado en Linux  para  las consolas  PlayStation 2 exclusivo de Japón que proporcionaba una interfaz para manipular, descargar y acceder a  datos en la unidad de disco duro de PlayStation 2 .

## Historia
- PSBBN versión 0.10: esta versión preliminar se lanzó y se incluyó con las unidades BB de PlayStation 2 lanzadas en Japón (paquetes vendidos con adaptador de red y HDD) a principios de 2002, reemplazando al HDD Utility Disc 1.00. Carecía de la capacidad de almacenar y administrar partidas guardadas en el disco duro que tenía HDD Utility Disc.
- La versión 0.20 de PSBBN se lanzó a finales de 2002. Añadió funciones a la interfaz del software, incluida la capacidad de actualizar el software a través de una conexión a Internet de banda ancha y la gestión de partidas guardadas en el disco.
- La versión 0.30 de PSBBN se lanzó a mediados de 2003. Añadió acceso al servicio feega de Sony (que se utilizaba para facturar la tarifa mensual de algunos juegos en línea) y un programa de correo electrónico .
- La versión 0.31 se lanzó a finales de 2003 y solucionaba problemas de software.
- La versión 0.32 de PSBBN se lanzó a principios de 2004 y es la última versión  que Sony lanzo. El único cambio fue la eliminación de la opción Reproductor de audio y el canal de música, que permitía transferir música entre el HDD y un reproductor de MiniDisc en versiones anteriores.

el servicio línea relacionados con el software cerraron el 31 de marzo de 2016. actualmente se puede acceder mediante hacks que permiten el uso fuera de Japón 